# Duat
Duat je u egipatskoj mitologiji dio svemira gdje dolaze mrtvi te je slično grčkom Hadu.

## Stanovnici
Vjerovanje u Duat kao carstvo mrtvih se mijenjalo tijekom povijesti. Duat je prvotno bilo podzemlje, dio svijeta kojim Ra prolazi noću. Duat se nalazi u Gebu, vjerojatno je to Gebova utroba (slično tumačenje Hada i Tartara je kod Grka), a u Duat silaze mrtvi. Poslije je Duat shvaćan kao dio neba kojim Sunce putuje noću, dok su stanovnici podzemlja Duata važni pogrebni bogovi. Vrhovni sudac mrtvima je Oziris, a to je opisano u Knjizi mrtvih.
Knjiga mrtvih je bila bogat priručnik na papirusu za pokazivanje pogreba, tj. kad bi čovjek umro, njegova duša bi došla u Duat. Pritom bi ju duhovi i demoni pokušavali maknuti s puta, ali najgori i najodvratniji demon je zmija Apop. Kad bi duša stigla do sudnice Ma'at, Anubis bi joj vagao srce. Thoth bi to zapisao. Ako je duša prošla, Horus bi ju doveo Ozirisu, kraj kojega su stajale njegove sestre, Neftis i Izida, a također i Horusovi sinovi. Ako je duša bila zla, pojela ju je zvijer Ammut.
Pokojnik bi uživao u vrtovima punim cvijeća. Mogao je jedriti, ribariti, zabavljati se i štovati bogove, ali samo ako je bio dobar tijekom prvog života. Na nekim prikazima iz Knjige mrtvih vide se ljudi koji štuju Ra, Hathor, Hathorine krave itd. Često su prikazani nizovi bogova koji sve nadgledaju, a lijevo od njih je njihov štovatelj, obično kako kleči. Time se izražava pokornost.

## Duat i Had
Had je grčko podzemlje, premda je ono također različito zamišljano. Spominju se tri suca, što je slično Ozirisu, Izidi i Neftis. Zle duše su zarobljene u Tartaru, paklu, a u Duatu su neki zlikovci također predani na čuvanje. Vrhovni je vladar Had, a njemu u Egiptu odgovara Oziris (Ozirisu na Zemlji odgovara Dioniz). I u Hadu je postojao raj, kao i u Duatu, iako se uvijek govorilo da je Had mračno i odvratno mjesto, što Egipćani za Duat nisu mogli reći, jer je Oziris živima nudio vječnu nadu.